# Eidfjord (commune)
Pour l’article homonyme, voir Eidfjord (fjord).
Eidfjord est une commune de Norvège. Elle est située dans le comté de Vestland.